# Cavillon
Cavillon est une commune française située dans le département de la Somme en région Hauts-de-France.

## Géographie

### Localisation
Cavillon est un village picard de l'Amiénois.
À vol d'oiseau, la localité est située à 8 km à l'ouest d'Ailly-sur-Somme, 10 km au sud de Flixecourt, 16 km à l'ouest d'Amiens et à 27 km d'Abbeville.
Le territoire de la commune est limitrophe de ceux de six communes.  
Les communes limitrophes sont  Briquemesnil-Floxicourt, Fourdrinoy, Le Mesge, Oissy, Riencourt et Saisseval.

### Hydrographie
La commune est située dans le bassin Artois-Picardie. Elle n'est drainée par aucun cours d'eau.

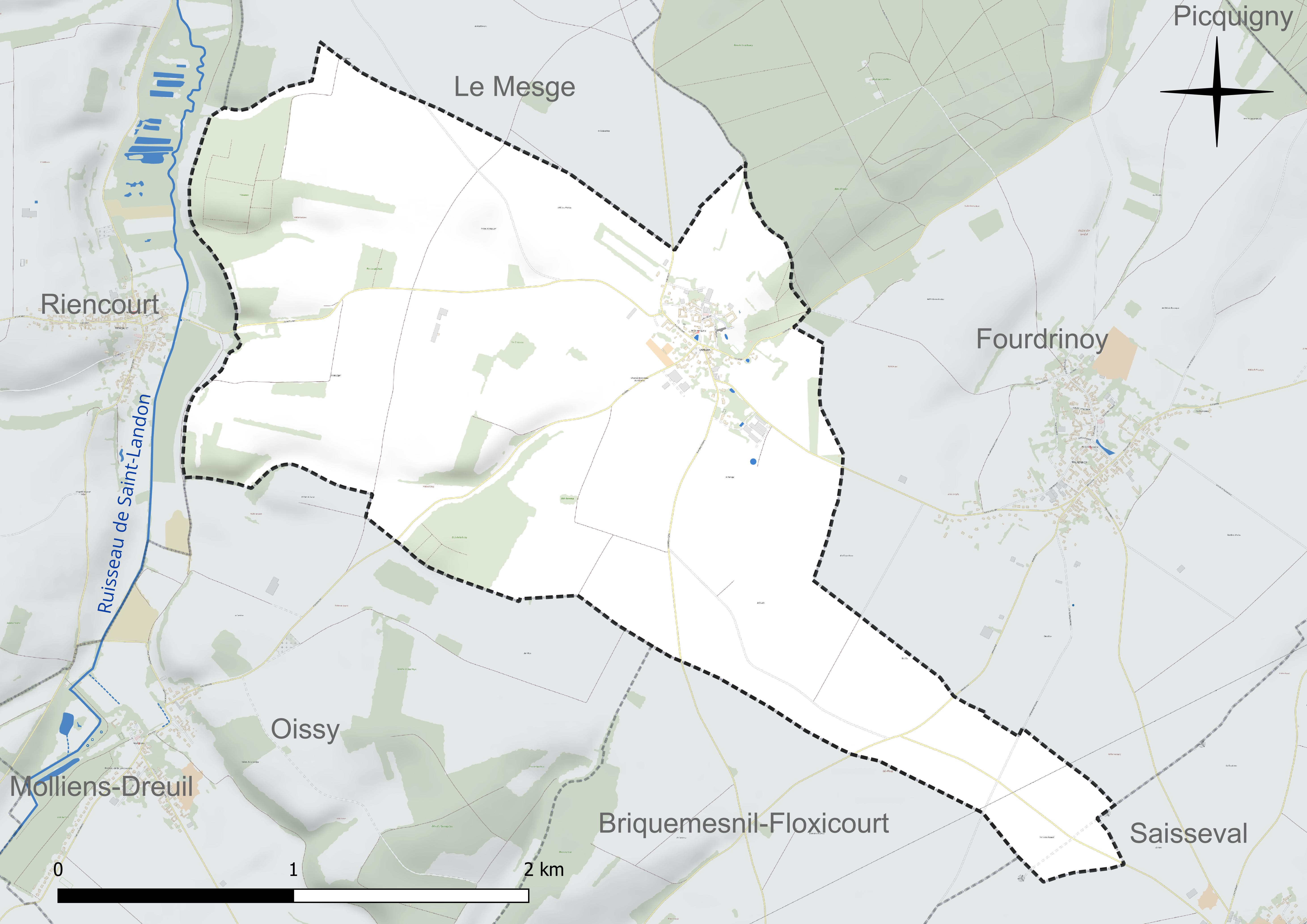
Réseau hydrographique de Cavillon.

### Climat
Pour des articles plus généraux, voir Climat des Hauts-de-France et Climat de la Somme.
En 2010, le climat de la commune est de type climat océanique dégradé des plaines du Centre et du Nord, selon une étude du CNRS s'appuyant sur une série de données couvrant la période 1971-2000. En 2020, Météo-France publie une typologie des climats de la France métropolitaine dans laquelle la commune est exposée à un climat océanique et est dans la région climatique Côtes de la Manche orientale, caractérisée par un faible ensoleillement (1 550 h/an) ; forte humidité de l'air (plus de 20 h/jour avec humidité relative > 80 % en hiver), vents forts fréquents.
Pour la période 1971-2000, la température annuelle moyenne est de 10,4 °C, avec une amplitude thermique annuelle de 13,7 °C. Le cumul annuel moyen de précipitations est de 741 mm, avec 12,2 jours de précipitations en janvier et 8,4 jours en juillet. Pour la période 1991-2020, la température moyenne annuelle observée sur la station météorologique la plus proche, située sur la commune de Glisy à 23 km à vol d'oiseau, est de 11,1 °C et le cumul annuel moyen de précipitations est de 646,6 mm,. Pour l'avenir, les paramètres climatiques de la commune estimés pour 2050 selon différents scénarios d'émission de gaz à effet de serre sont consultables sur un site dédié publié par Météo-France en novembre 2022.

## Urbanisme

### Typologie
Au 1er janvier 2024, Cavillon est catégorisée commune rurale à habitat dispersé, selon la nouvelle grille communale de densité à sept niveaux définie par l'Insee en 2022.
Elle est située hors unité urbaine. Par ailleurs la commune fait partie de l'aire d'attraction d'Amiens, dont elle est une commune de la couronne,. Cette aire, qui regroupe 369 communes, est catégorisée dans les aires de 200 000 à moins de 700 000 habitants,.

### Occupation des sols
L'occupation des sols de la commune, telle qu'elle ressort de la base de données européenne d'occupation biophysique des sols Corine Land Cover (CLC), est marquée par l'importance des territoires agricoles (90 % en 2018), une proportion identique à celle de 1990 (90 %). La répartition détaillée en 2018 est la suivante : 
terres arables (78,7 %), zones agricoles hétérogènes (11,2 %), forêts (10 %). L'évolution de l'occupation des sols de la commune et de ses infrastructures peut être observée sur les différentes représentations cartographiques du territoire : la carte de Cassini (XVIIIe siècle), la carte d'état-major (1820-1866) et les cartes ou photos aériennes de l'IGN pour la période actuelle (1950 à aujourd'hui).

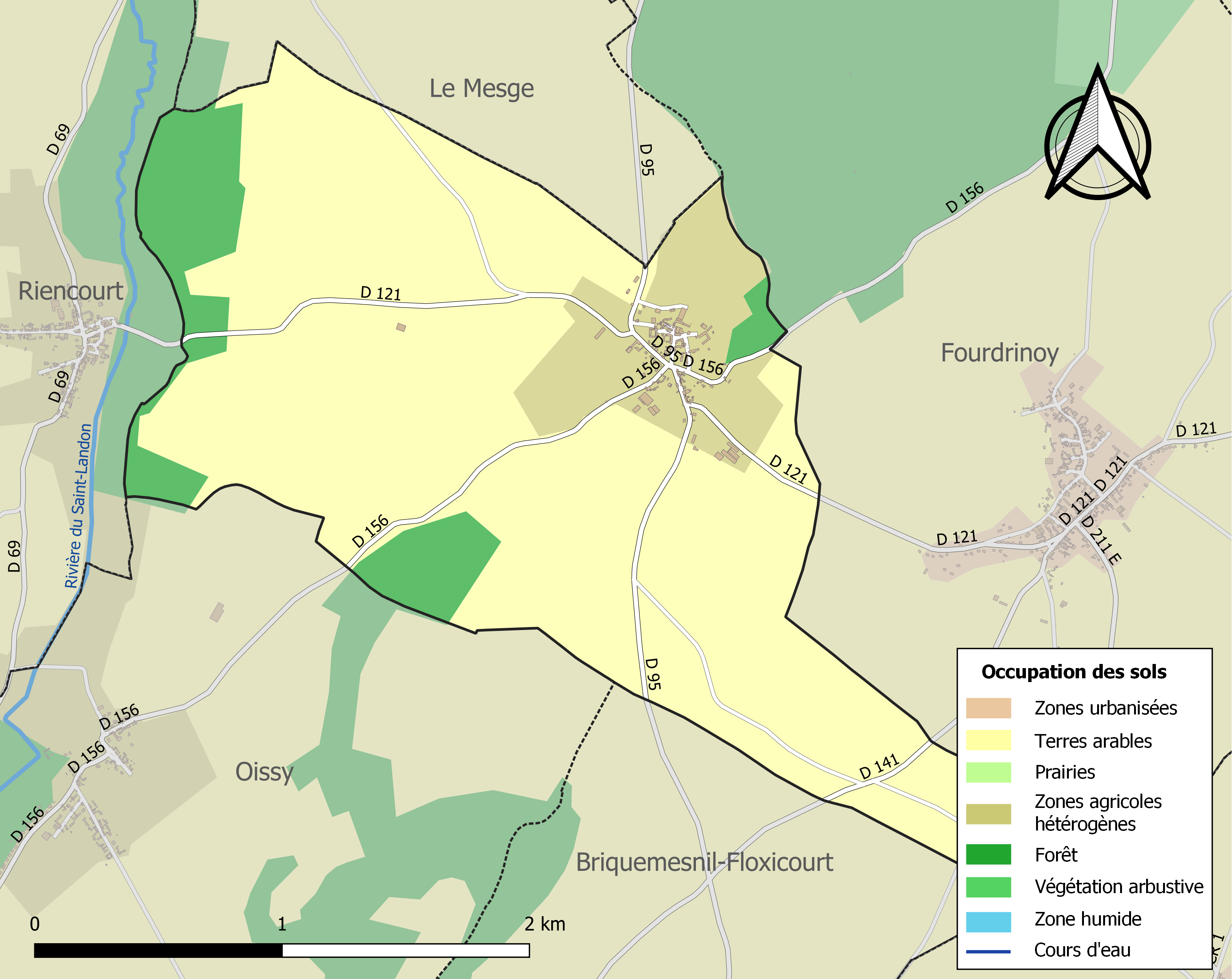
Carte des infrastructures et de l'occupation des sols de la commune en 2018 (CLC).

### Hameaux, lieux-dits et écarts
- L'important bois de Cavillon, dit bois de Tenfol, prolonge le parc du château.
- La Briqueterie, à proximité, garde des traces d'une villa gallo-romaine.

### Voies de communication et transports
La localité est desservie par la ligne d'autocars no 1 (Mers-lès-Bains - Oisemont - Amiens) du réseau Trans'80, Hauts-de-France, chaque jour de la semaine sauf le dimanche et les jours fériés.

## Toponymie
Attesté sous la graphie « Cavellon » dès 1166, ce village fut mentionné « Kavellon en 1215 ; Caveillon » en 1301, pour apparaître sous son nom actuel de « Cavillon » en 1567.
Diminutif de cave (creux, caverne).
Le village ne doit pas être confondu avec Cavillon, hameau de Ully-Saint-Georges, dans le département de l'Oise.

## Histoire
Le site de Cavillon existe depuis l'époque gallo-romaine. À la période de labours, des archéologues fouillent encore le sol entre le village et le lieu-dit la Briqueterie, où était construite une villa gallo-romaine.

## Politique et administration
| Période                                  | Période                      | Identité               | Étiquette    | Qualité                                                                                       |
| ---------------------------------------- | ---------------------------- | ---------------------- | ------------ | --------------------------------------------------------------------------------------------- |
| Les données manquantes sont à compléter. |                              |                        |              |                                                                                               |
|                                          |                              | Léonard Obœuf          |              | Agriculteur                                                                                   |
| Les données manquantes sont à compléter. |                              |                        |              |                                                                                               |
| 1999                                     | mars 2008                    | Louis Leroy            |              | Agriculteur retraité                                                                          |
| mars 2008                                | En cours (au 8 octobre 2020) | Jean-Philippe Delfosse | Apparenté PS | Électricien Vice-président de la CC Nièvre et Somme (2020 → ) Réélu pour le mandat 2020-2026, |

## Population et société

### Démographie
L'évolution du nombre d'habitants est connue à travers les recensements de la population effectués dans la commune depuis 1793. Pour les communes de moins de 10 000 habitants, une enquête de recensement portant sur toute la population est réalisée tous les cinq ans, les populations de référence des années intermédiaires étant quant à elles estimées par interpolation ou extrapolation. Pour la commune, le premier recensement exhaustif entrant dans le cadre du nouveau dispositif a été réalisé en 2006.

En 2022, la commune comptait 91 habitants, en évolution de −11,65 % par rapport à 2016 (Somme : −1,26 %, France hors Mayotte : +2,11 %).
| 1793 | 1800 | 1806 | 1821 | 1831 | 1836 | 1841 | 1846 | 1851 |
| ---- | ---- | ---- | ---- | ---- | ---- | ---- | ---- | ---- |
| 226  | 224  | 226  | 238  | 255  | 254  | 243  | 253  | 254  |

| 1856 | 1861 | 1866 | 1872 | 1876 | 1881 | 1886 | 1891 | 1896 |
| ---- | ---- | ---- | ---- | ---- | ---- | ---- | ---- | ---- |
| 274  | 275  | 274  | 253  | 221  | 200  | 208  | 186  | 182  |

| 1901 | 1906 | 1911 | 1921 | 1926 | 1931 | 1936 | 1946 | 1954 |
| ---- | ---- | ---- | ---- | ---- | ---- | ---- | ---- | ---- |
| 159  | 145  | 149  | 119  | 104  | 100  | 116  | 104  | 114  |

| 1962 | 1968 | 1975 | 1982 | 1990 | 1999 | 2006 | 2011 | 2016 |
| ---- | ---- | ---- | ---- | ---- | ---- | ---- | ---- | ---- |
| 94   | 111  | 117  | 116  | 112  | 94   | 108  | 104  | 103  |

| 2021 | 2022 | - | - | - | - | - | - | - |
| ---- | ---- | - | - | - | - | - | - | - |
| 95   | 91   | - | - | - | - | - | - | - |

### Politique environnementale
- Au centre du village, en face de la place récemment aménagée avec plantations, des terrains pour la pratique de la pétanque et des bancs ont pris place. La plus grande des trois mares dont dispose Cavillon est ombragée de tilleuls et abrite dans ses berges fleuries des nids de poules d'eau et de canes.
- Classement des villes et villages fleuris : une fleur récompense les efforts locaux en faveur de l'environnement[26]. En 2015, une deuxième fleur est attribuée au village[27].

### Enseignement
- L'école communale étant fermée depuis 1960, les enfants d'âge scolaire, maternelle et primaire, sont désormais scolarisés, selon le choix des parents, soit à Picquigny soit dans le regroupement pédagogique de Fourdrinoy-Oissy-Cavillon avec des services de garderie, restauration et transport scolaires[28].
- Le collège de rattachement est celui d'Ailly-sur-Somme.

### Loisirs, activités associatives, culturelles et touristiques
- Plusieurs circuits de randonnée passent sur le territoire de Cavillon (descriptif établi sous forme de panneau par la C.C.O.A.).
- Bibliothèque communale, tenue par des bénévoles les deuxième et quatrième samedis de chaque mois.
- Association Vivre à Cavillon.
- Soirée crêpes en février.
- La fête locale a lieu en mai. Des concours de pétanque sont alors organisés le samedi et des attractions foraines sont à disposition tout le week-end.
- Des animations en période de fête de Noël ont lieu le dimanche avant le 25 décembre : un goûter avec les enfants (distribution de jouets par le Père Noël qui apporte également un colis aux aînés) et toute la population est organisé chaque année.
- Au centre du village, en face de la place récemment aménagée avec plantations, des terrains pour la pratique de la pétanque et des bancs ont pris place. La plus grande des trois mares dont dispose Cavillon est ombragée de tilleuls et abrite dans ses berges fleuries des nids de poules et de canes.

### Cultes
- Pour le culte catholique, la commune dépend de la paroisse Saint-Simon du Molliénois.

## Activités économiques et équipements collectifs
- L'employé municipal travaillant à l'entretien des rues du village est un cantonnier commun à plusieurs communes.
- Typiquement agricole, le village compte sept exploitations agricoles dont un G.A.E.C. de trois membres et une société de quatre agriculteurs.

Leur production concerne la polyculture et l'élevage : nombreuses vaches laitières, deux élevages de porcs, un poulailler de poules pondeuses de plein air.
À la suite de l'application de l'arrêté préfectoral du 2 mai 2007, il sera procédé à la demande du G.A.E.C Caffin, dont le siège social est à Cavillon même, à une enquête publique en vue d'obtenir l'autorisation d'exploitation d'une porcherie (naissance et engraissement) d'une capacité de 16 296 places équivalent porc sur la parcelle ZB 74 B au lieudit le Gaugrez, au milieu d'un triangle composé des communes de Cavillon, Le Mesge, Riencourt.
Sont particulièrement concernées par les risques et inconvénients d'un tel projet les communes de Amiens, Boves, Breilly, Briquemesnil-Floxicourt, Cagny, Crouy-Saint-Pierre, Dreuil-lès-Amiens, Fluy, Fourdrinoy, Le Mesge, Molliens-Dreuil, Oissy, Picquigny, Pissy, Revelles, Riencourt, Saisseval, Seux, Soues, entre autres.
Dès la troisième semaine de juin 2007, près de 3 000 signatures ont été réunies afin de s'opposer à ce projet, qui fut l'objet de plusieurs titres et articles dans la presse locale (Le Courrier picard, en particulier). L'émoi prit soudain une telle ampleur que des médias nationaux (Europe 1, par exemple) firent parfois état de ce mouvement de fronde régionale, qui n'est aux yeux de certains pas sans rappeler la levée protestataire face au projet du troisième aéroport envisagé dans le Santerre, il y a peu.

## Culture locale et patrimoine

### Lieux et monuments

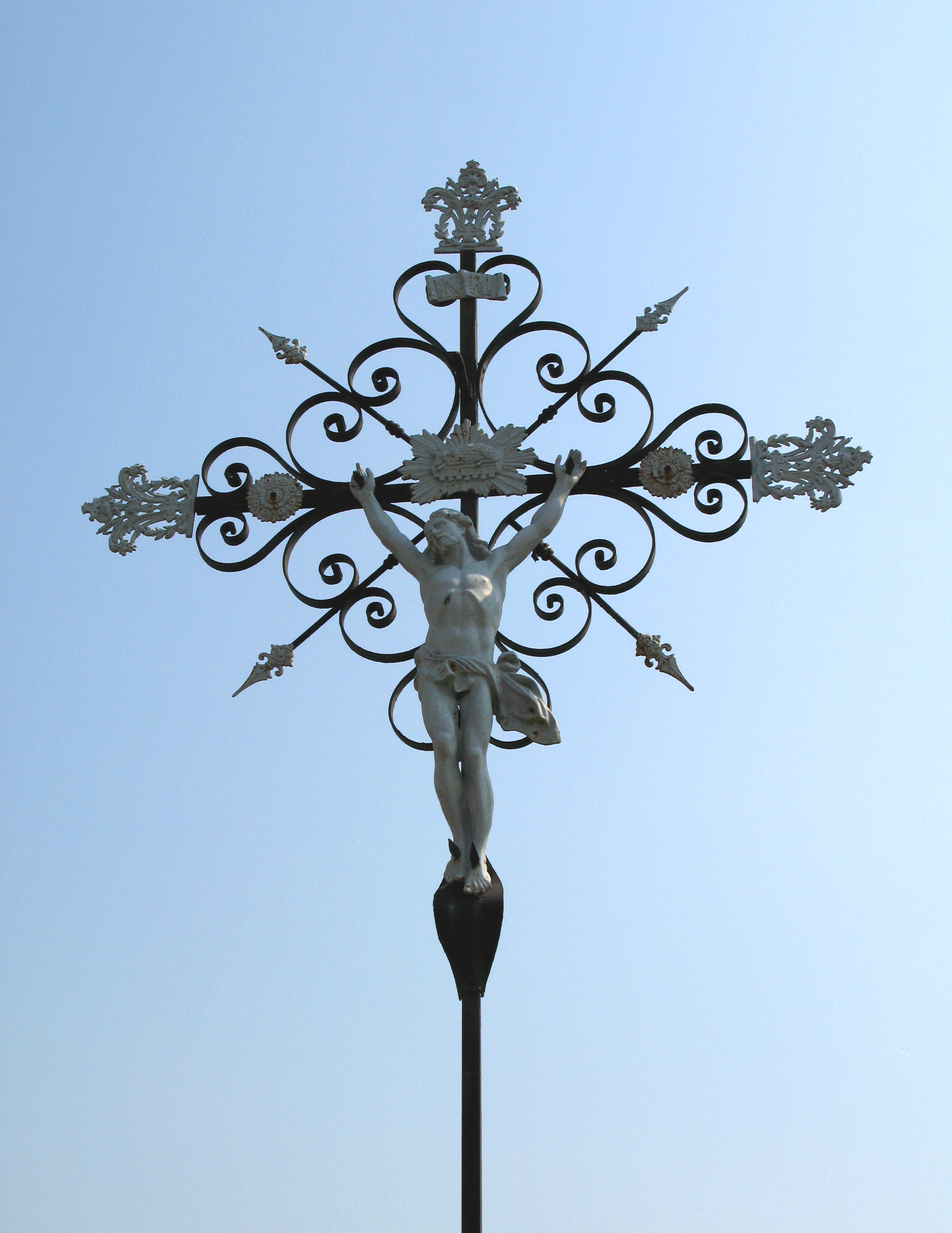
À la sortie sud du village.

- L'église, dédiée à saint Nicolas, est en pierres avec clocher bas, couvert d'ardoise. Sur l'abside, on peut lire la date de 1781, mais la nef serait de la fin du XVIe siècle. Les fenêtres quant à elles sont en anse de panier. Au-dessus de la petite porte latérale, un cadran solaire très sobre est gravé. Pour le culte catholique, la commune dépend de la paroisse Saint-Simon du Molliénois.

L'intérieur est couvert d'une voûte en bois plafonnée avec sablières sculptées de motifs végétaux et géométriques. Les blochets sont ornés de têtes humaines (comme dans la plupart des édifices religieux de la région, antérieurs au XIXe siècle, par exemple l'église de Saveuse ou la chapelle de Bovelles), malheureusement empâtés d'un badigeon de chaux blanche. 
De belles statues en bois polychrome du XVIe siècle voisinent avec d'autres en plâtre polychrome du XIXe siècle. 
Un christ en croix en bois polychrome, style art naïf du XVIe siècle, est classé à l'inventaire supplémentaire des Monuments historiques de même qu'une statuette de saint Antoine du XVIe et une statue d'évêque, peut-être saint Nicolas.
- Le château de Cavillon : près de l'église, dans un beau parc planté d'arbres séculaires, le château de Cavillon en brique et pierre, se compose d'un corps de logis construit en 1648 et de deux ailes plus basses mais non saillantes, l'une de 1698, l'autre de 1830. Au début des années 1950, il fut la propriété des Auxiliaires du Clergé de l'abbaye du Gard (sur la rive gauche de la Somme, en aval de Picquigny).
- À côté, l'ancienne école-mairie, bâtie en 1868 (école fermée en 1960), a été restaurée et aménagée en salle de réunion et bureau du secrétariat de mairie en 1996.
- De l'autre côté de la départementale 95, qui traverse le village, dans le cimetière ancien, entouré d'un mur de brique, repose le précédent maire du village, Léonard Oboeuf, aux côtés de cinq soldats du Commonwealth.
- La chapelle Notre-Dame-des-Victoires, à la sortie du village, en direction de Oissy. Infirmerie pendant la dernière guerre, c'est une chapelle funéraire. Une rosace en fronton et deux « quadrilobes » lui donnent du caractère[29].

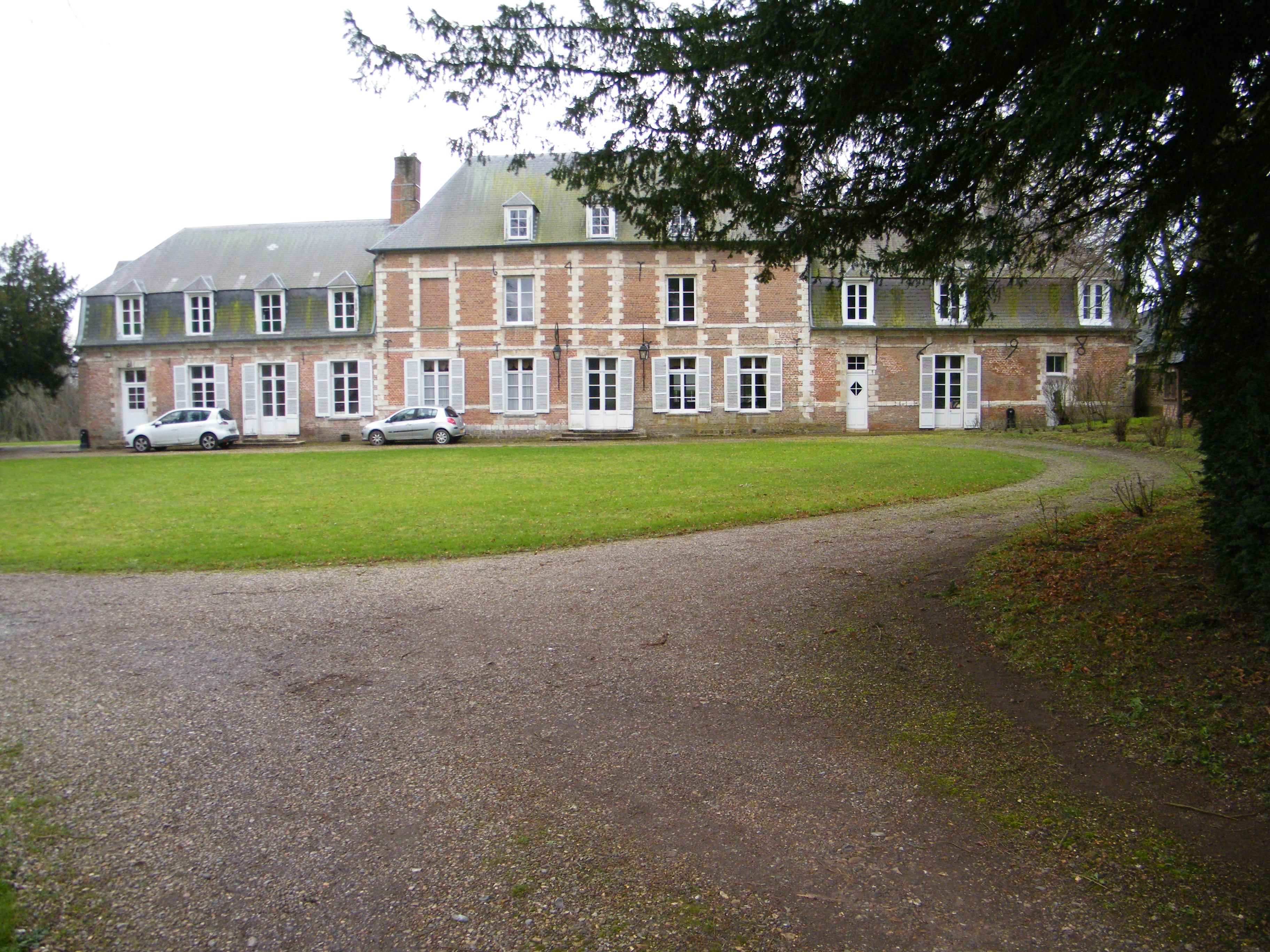
Le château.
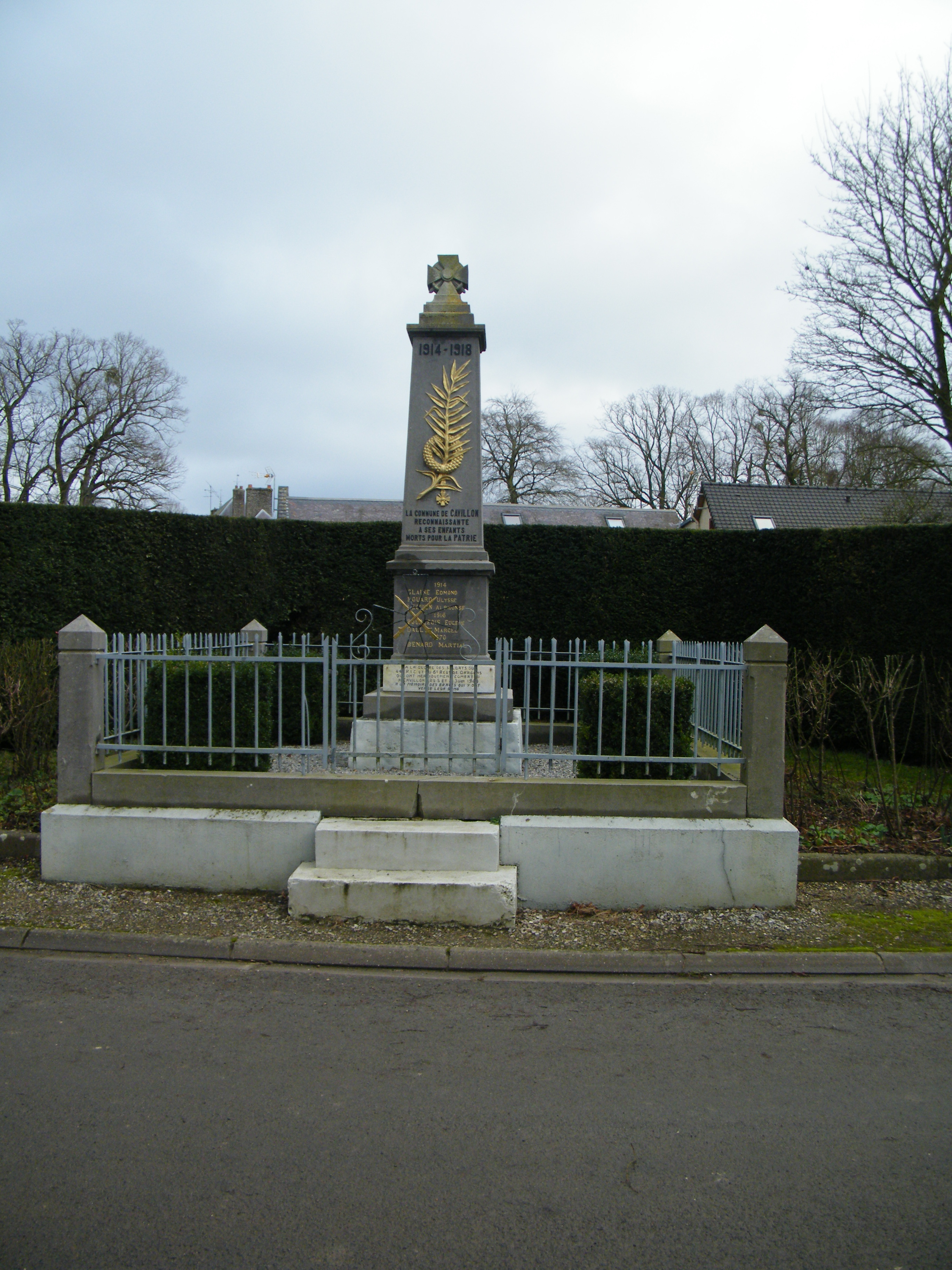
Monument aux morts.
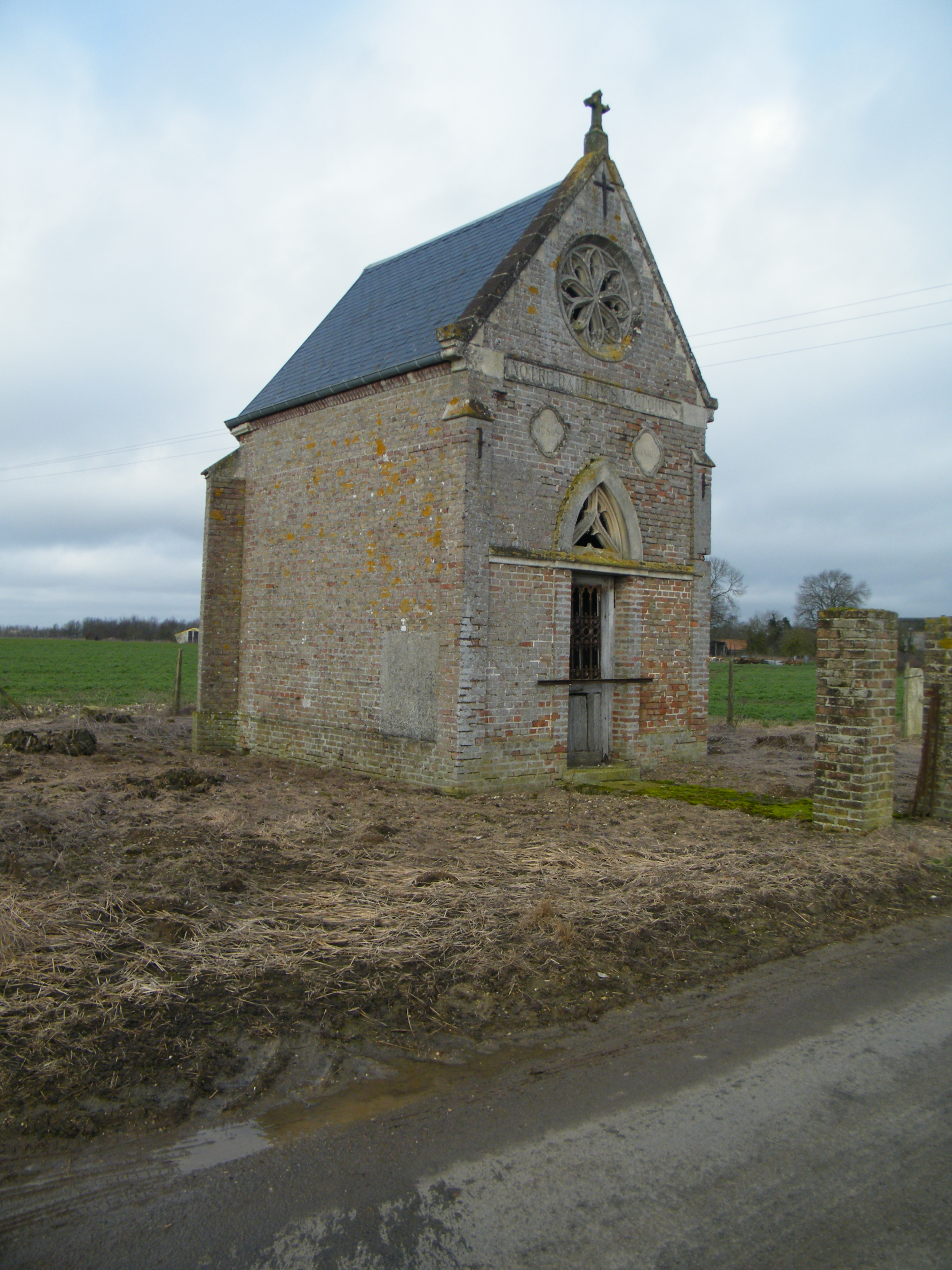
Notre-Dame-des-Victoires.
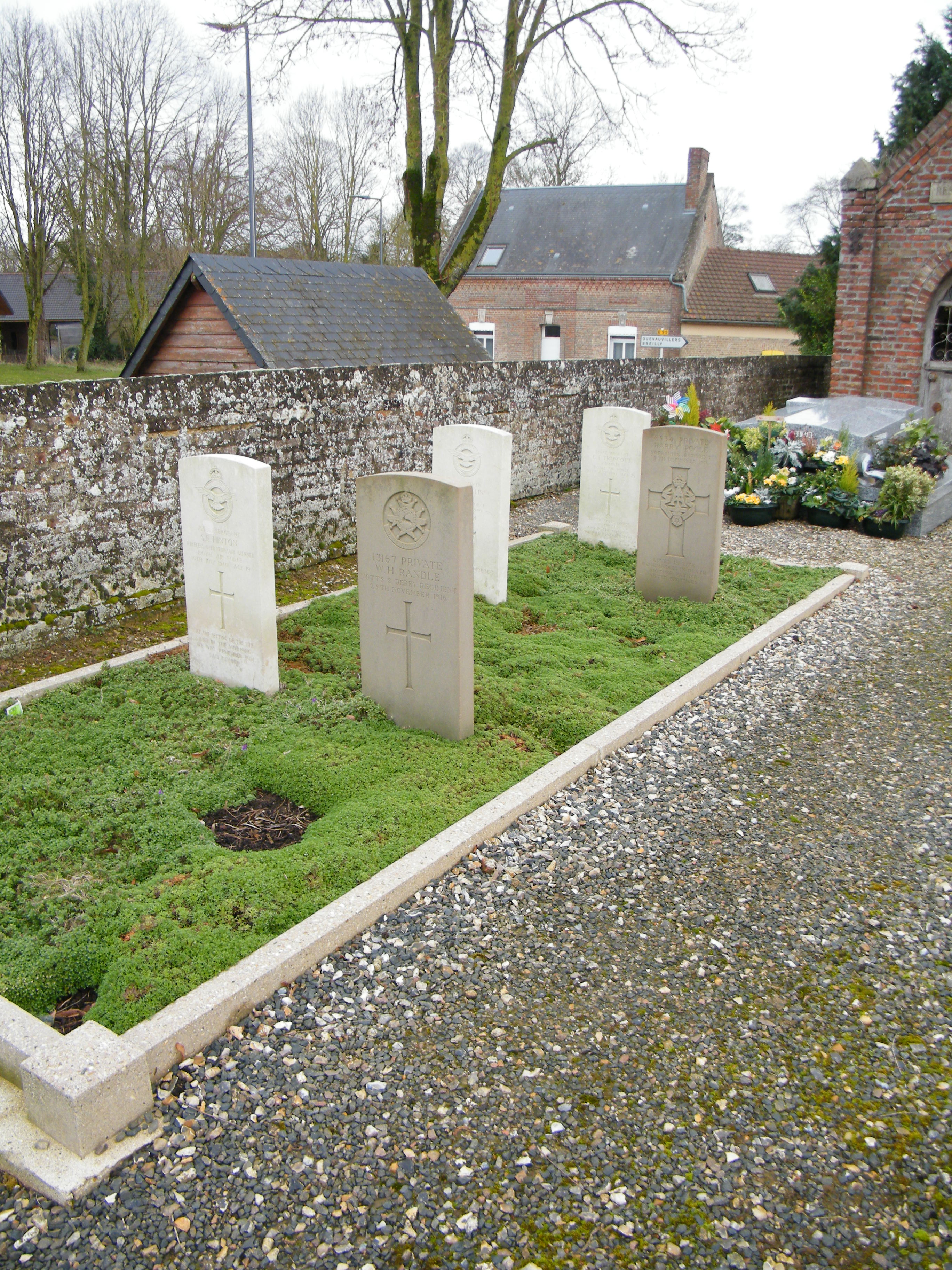
Carré militaire dans le cimetière.
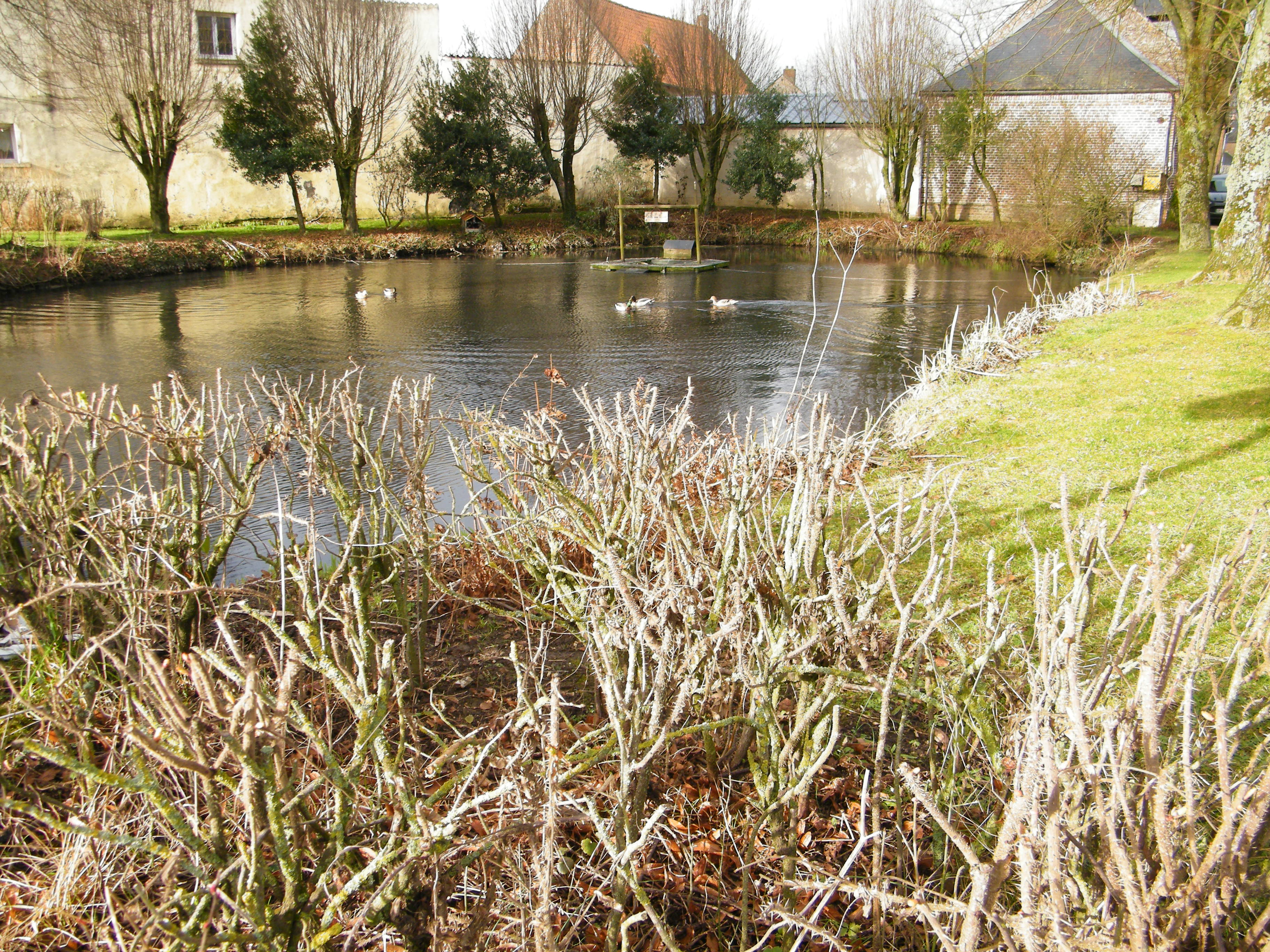
La mare communale.
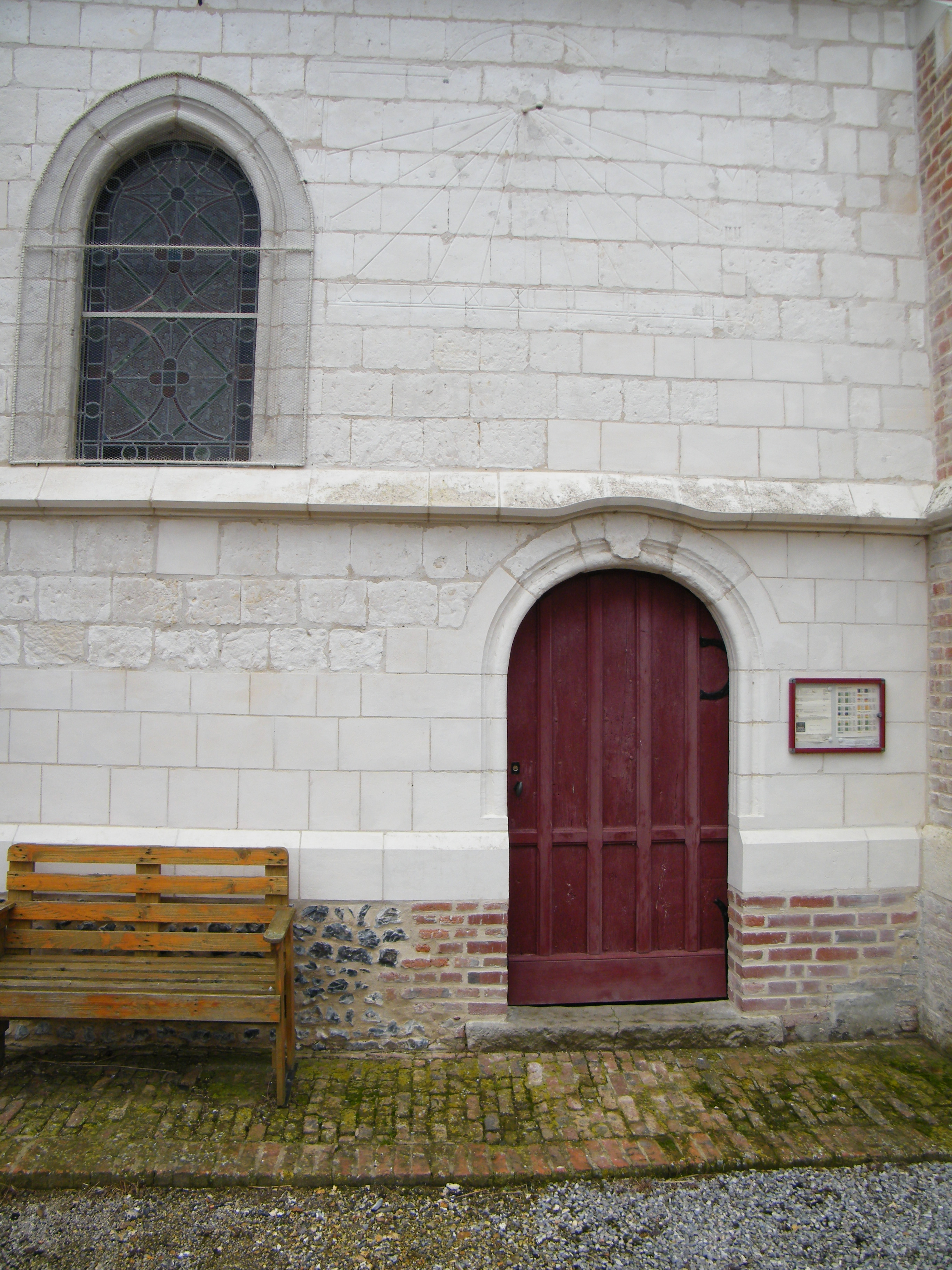
L'église avec son cadran solaire.